# 黑尾草原犬鼠
黑尾草原犬鼠，俗稱黑尾土撥鼠，是松鼠科的成員，生活於北美洲大平原，範圍大約介於美加邊境與美墨邊境之間。雖然俗稱為土拨鼠，黑尾草原犬鼠并不像旱獺屬的土撥鼠一樣冬眠。

## 描述
黑尾草原犬鼠通常为浅棕色，肚子颜色稍浅。尾巴为黑色，也是名称的由来。成年黑尾草原犬鼠重量为1.5至3磅（0.68至1.4公斤），雄性通常比雌性重。体长通常为14至17英寸（36至43厘米），尾巴长度为3至4英寸（7.6至10厘米）。

## 习性
黑尾草原犬鼠为昼行性动物。下雨下雪天以及温度超过100°F (38°C)的活动减少。它们并不冬眠，但是可能会短暂的休眠。

## 外部連結
- Arkive - images and movies of the black-tailed prairie dog (Cynomys ludovicianus)